# Seowon-gu
Seowon-gu (Hangul: 서원구, Hanja: 西原區) là một quận không tự trị ở thành phố Cheongju ở Chungcheong Bắc, Hàn Quốc. Seowon-gu được thành lập từ một phần của Heungdeok-gu và một phần của Cheongwon-gun vào tháng 7 năm 2014.

## Phân cấp hành chính
Seowon-gu được chia thành 2 xã (myeon) và 9 phường (dong).
|                                        | Hangul         | Hanja                |
| -------------------------------------- | -------------- | -------------------- |
| Nami-myeon                             | 남이면         | 南二面               |
| Hyeondo-myeon                          | 현도면         | 賢都面               |
| Sajik-dong                             | 사직1동        | 社稷洞               |
| Sajik-dong                             | 사직2동        | 社稷洞               |
| Sachang-dong                           | 사창동         | 司倉洞               |
| Mochung-dong                           | 모충동         | 慕忠洞               |
| Sannam-dong                            | 산남동         | 山南洞               |
| Bunpyeong-dong                         | 분평동         | 紛坪洞               |
| Sugok-dong                             | 수곡1동        | 秀谷洞               |
| Sugok-dong                             | 수곡2동        | 秀谷洞               |
| Seonghwa-dong Gaesin-dong Jungnim-dong | 성화개신죽림동 | 聖化洞 開新洞 竹林洞 |

## Liên kết
- Website chính thức (tiếng Hàn)